# Maurus Ilmberger
Maurus Ilmberger OSB (* 1859 in Freising; † 10. Januar 1918) war ein deutscher Benediktiner und zweiter Prior des wiederbegründeten Klosters Plankstetten.
Ilmberger empfing 1884 die Priesterweihe. 1888 trat er in das Kloster Scheyern ein und leitete den Aufbau von Kloster Ettal und das Scheyerer Kolleg in München. 1904 wurde er bei der Wiedergründung des Klosters Plankstetten Subprior. Da Prior Gregor Danner bereits nach drei Monaten zum Abt der Abtei St. Bonifaz in München gewählt wurde, folgte er als Prior nach. Abt Rupert Metzenleitner von Scheyer war aber der Meinung, dass der erste und schweigsame Ilmberger, nicht genügend Nachwuchs nach Plankstetten ziehen würde und ernannte Wolfgang Eiba 1906 zum Prior von Plankstetten.
Ilmberger kehrte nach Scheyern zurück und wurde dort Prior sowie später Subprior.